# Изетов, Энвер Сейтхалилович
Энве́р Сейтхали́лович Изе́тов (укр. Енвер Сейтхалілович Ізетов; крымскотат. Enver Seythalil oğlu İzetov, Энвер Сейтхалил огълу Изетов; род. 1955) — советский, украинский и крымскотатарский художник. Книжный иллюстратор, дизайнер, художник мультипликационного кино.  Заслуженный деятель искусств Автономной Республики Крым (2009).

## Биография
Энвер Изетов родился 17 января 1955 года в Фергане. С детского возраста проявил интерес к рисованию. В школьные годы занимался в изостудиях города Ферганы. Первые азы изобразительного творчества проходил у художников Т. К. Хасанова, Ю. Н. Каёкина. К завершению учёбы в общеобразовательной школе окончательно определился в выборе профессии художника. В период с 1973 по 1975 годы, являясь военнослужащим Советской армии, обучался на факультете изобразительного искусства Московского заочного народного университета искусств, по классу педагога Дурасова Александра Петровича. В 1976 году поступил, а в 1980 году закончил художественное отделение Ферганского училища искусств по специальности «художник-оформитель». Педагоги Алибеков, Сергей Арифович, Абоимов Юрий Александрович, Крылов, Василий Петрович. Член Союза художников СССР с 1990 года. С 1991—1995 гг. являлся членом Союз художников Узбекистана, с 1995 г. по август 2014 г. являлся членом Национального Союза художников Украины, а с сентября 2014 года член Союза художников России. С 1986 года начало сотрудничества с издательствами Узбекистана, с 1987 по 1990 год сотрудничество с киностудией «Узбекфильм». С 1992 года переезд в Крым и сотрудничает с книжными издательствами Крыма. С 1992—2001 гг. председатель Ассоциации крымскотатарских художников. Творческая направленность в области книжная иллюстрация, живопись, графический дизайн, мультипликация. С 1980 года участник Республиканских, Всесоюзных, международных, зарубежных выставок, биеннале графики. В 2009 году за многолетний творческий труд и высокий профессионализм, за созданные произведений изобразительного искусства, книжного оформления и кинофильмов, Правительством Автономной Республики Крым присвоено почётное звание — Заслуженный деятель искусств Автономной Республики Крым. В 2017 году окончил высшие курсы кино и телевидения Всероссийского государственного института кинематографии им. С. А. Герасимова (ВГИК) Москва. ДПО — специализация искусствоведение, факультет искусства и дизайна Алтайского государственного университета (2019). Режиссёрский курс «Filmmaking» (мастерская режиссёра Массимо Гулельми), Санкт-Петербургский государственный институт кино и телевидения (СПбГИКиТ). 2020 г. Санкт-Петербург. С 1992 года постоянно проживает в городе Симферополе.

## Творчество
С 1980 года постоянный участник Республиканских, всесоюзных, международных, зарубежных художественных выставок.Значительным этапом в творческой биографии стало участие в 1984 году на - XI Бьеннале прикладной графики, Международная выставка иллюстрации и книжной графики. Биеннале Брно, Моравская галерея. Чехословакия. Произведения Э. Изетова экспонировались в выставочных залах и музеях: Ферганы, Ташкента, Москвы, Санкт-Петербурга, Киева, Брно, Брюсселя, Дуйсбурга, Кёльна, Нью-Йорка, Симферополя, Ялты, Феодосии, Ливадии. Основные произведения: цикл «Метаморфозы»(1981); иллюстрации к поэзии Рильке Райнер Мария, Пазолини Пьер Паоло, Тед Хьюз, (1983), Марио Луци(1985); серия «Сны в старом кишлаке» (1985); триптих «Ступени» (1993); Дни метампсихозы(1996); Музыканты на курбан байраме.(1997); Окраина.(2000); Сны в Гурзуфе.(2006); Разработаны ряд логотипов и эмблем для организаций и мероприятий, оформлены ряд книг в издательствах Крыма, в том числе избранные произведения Бекира Чобан-Заде, Амди Гирайбай. С 1987 по 1990 годы работая художником-постановщиком на мультипликационном объединении киностудии «Узбекфильм», были созданы в техники перекладка фильмы «Чужак» (1987) по рассказу известного грузинского писателя Отиа Иоселиани «Чужак в козьем стаде», «Концерт» (1990), в технике кукольного фильма «Тахир и Зухра» (1989). Произведения изобразительного искусства представлены в собраниях музеев: Государственного Музея искусств Узбекистана. Ташкент; Ферганского областного краеведческого музея; Дирекция панорам и художественных выставок Министерства культуры Узбекистана. Ташкент; Республиканского Крымскотатарского музея искусств. Симферополь; Симферопольского художественного музея. А также произведения находятся в частных коллекциях: России, Узбекистана, Украины, Германии, Турции, США, Швейцарии.

## Фильмография
- 1987 — «Чужак», анимационный фильм, к/c «Узбекфильм». Художник-постановщик.
- 1989 — «Тахир и Зухра», анимационный фильм, к/c «Узбекфильм». Художник-постановщик
- 1990 — «Концерт», анимационный фильм, к/c «Узбекфильм». Художник-постановщик.